# 成都飞机工业集团
30°41′39.91″N 103°56′49.73″E / 30.6944194°N 103.9471472°E
成都飞机工业（集团）有限责任公司（AVIC Chengdu Aircraft Company Limited），简称成飞、成飞集团，隶属中国航空工业集团，为中華人民共和國经营战斗机和飞机零件业务的航空制造企业。成飞创建于1958年，坐落于中華人民共和國四川省成都市青羊区黄田坝街道，原名国营132厂，最初为单纯的军用飞机制造企业。四川騰盾公司為集团下屬公司，目標是民用飛機的製造和銷售，曾自主研發大型四發無人機「雙尾蠍無人機」。
2024年7月11日，成飞集团拟由上市公司中航电测收购，深圳证券交易所并购重组审核委员会已通过此次收购案。2025年2月17日，“中航电测”更名为“中航成飞”，股票代码变更为302132。
2025年5月初，印度對巴基斯坦發動空襲，巴基斯坦隨後對印方目標還擊，成功擊落印度向西方國家購入的多架戰機。巴基斯坦所採用的中國製戰機及軍備表現出色，備受世界關注，戰機生產商成都飛機工業更因而股價大漲。

## 产品

### 零件
- 中国商飞C909机鼻
- 中国版麦道MD-80／MD-90
- 诺斯罗普·格鲁门飞机部件
- 波音机尾部件
- 空中客车A320、空中客车A380起落架舱盒[13]、地板部件和一号隔框等机头部件

### 战斗机
- 歼-5甲（J-5A）：米格-17Ⅱ仿制版
- 歼-7（J-7）：米格-21仿制版
- 殲-9（J-9）：未完成项目
- 梟龍戰機（FC-1/JF-17）：第四代多用途战斗机
- 殲-10（J-10）：第四代多用途戰鬥機
- 殲-20（J-20）：第五代隐形战斗机
- 成都飞机工业集团设计的第六代战斗机（J-XX）：研制中的第六代战斗机

### 教练机
- 歼教-5（JJ-5/FT-5）：初级喷气式教练机，在歼-5甲基础上结合米格-15UTI研制

### 其他产品
- 上海磁浮示范运营线「电力飞车」：首列商业运营的国产化高速磁浮列车，其中制造3节编组中的一节端车及一节中间车。[註 1][14]
- 洗衣机、干衣机等洗涤设备：军队经商时期，曾经生产过洗涤设备以提升效益。[15]

## 配套设施
拥有综合性专用试飞机场成都温江机场，配有一条铁路专用线。

## 圖片

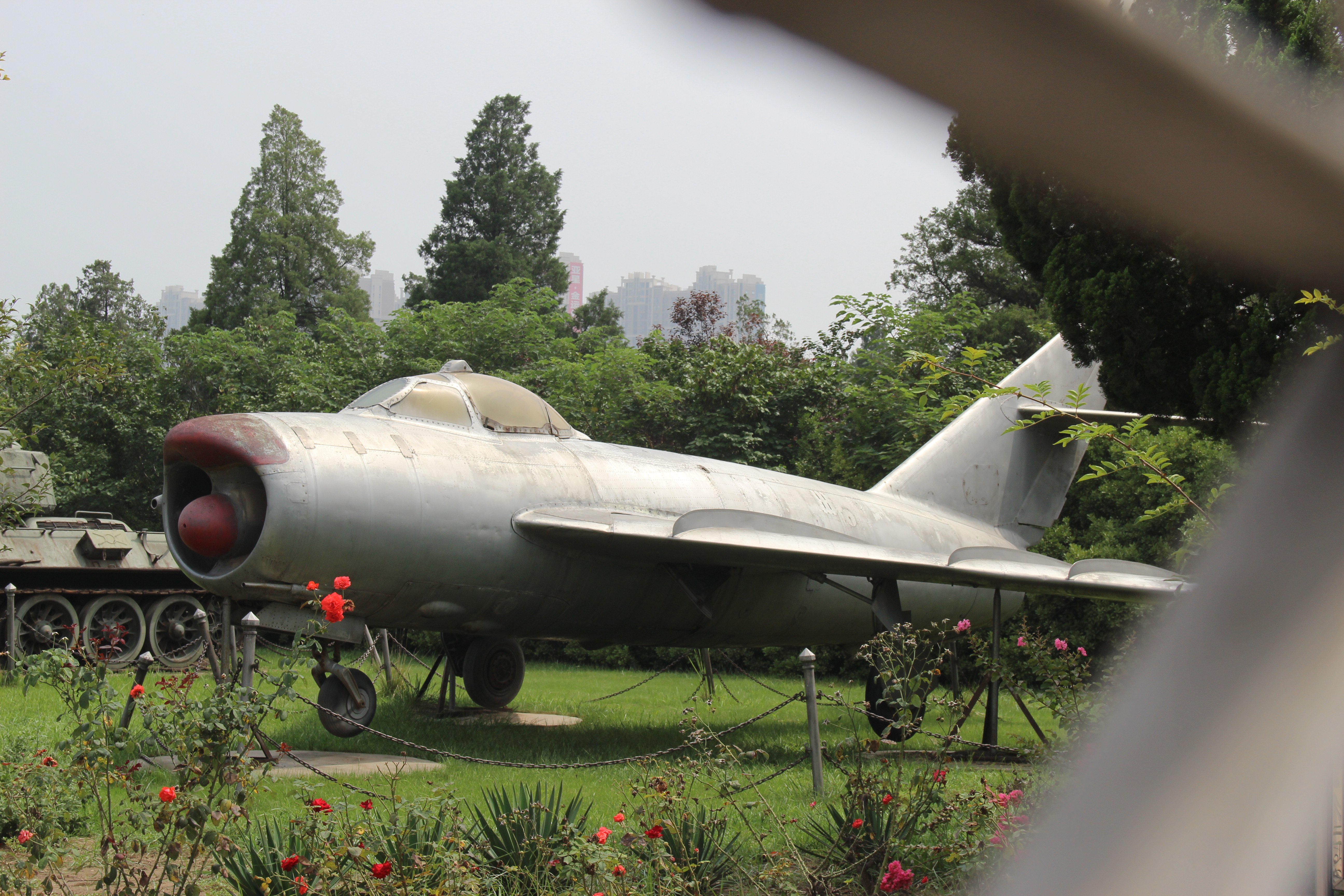
J-5A
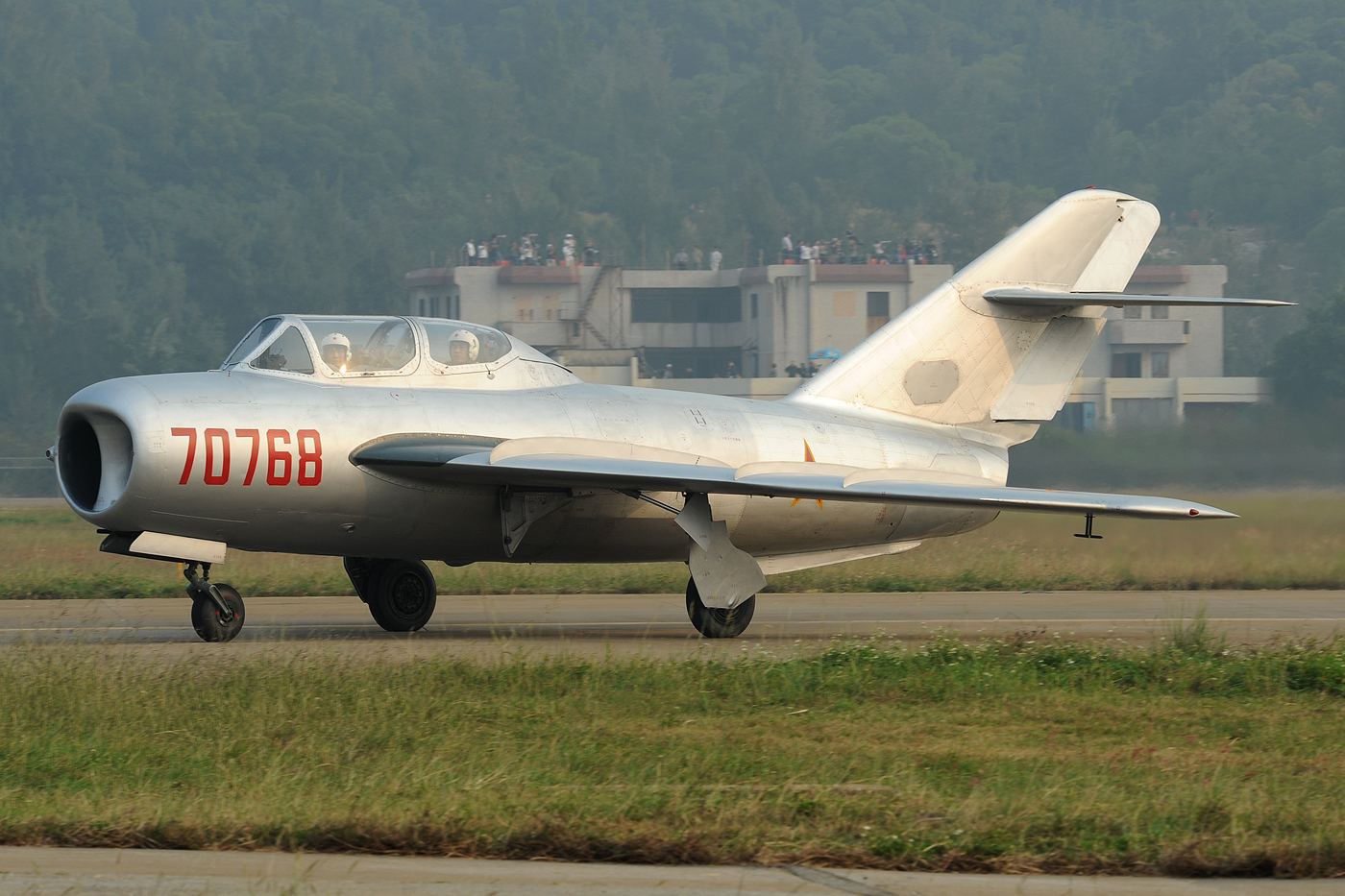
JJ-5
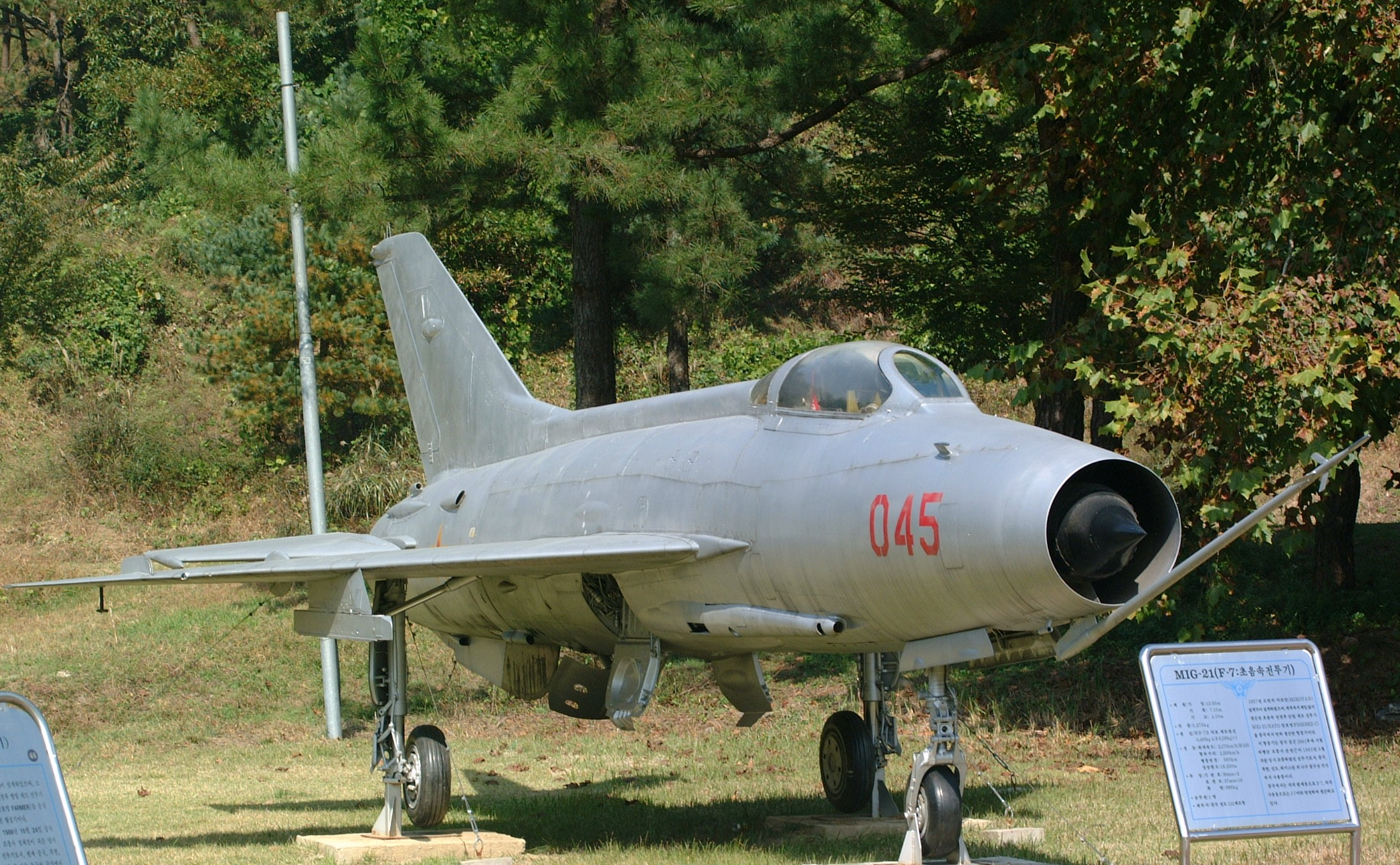
J-7
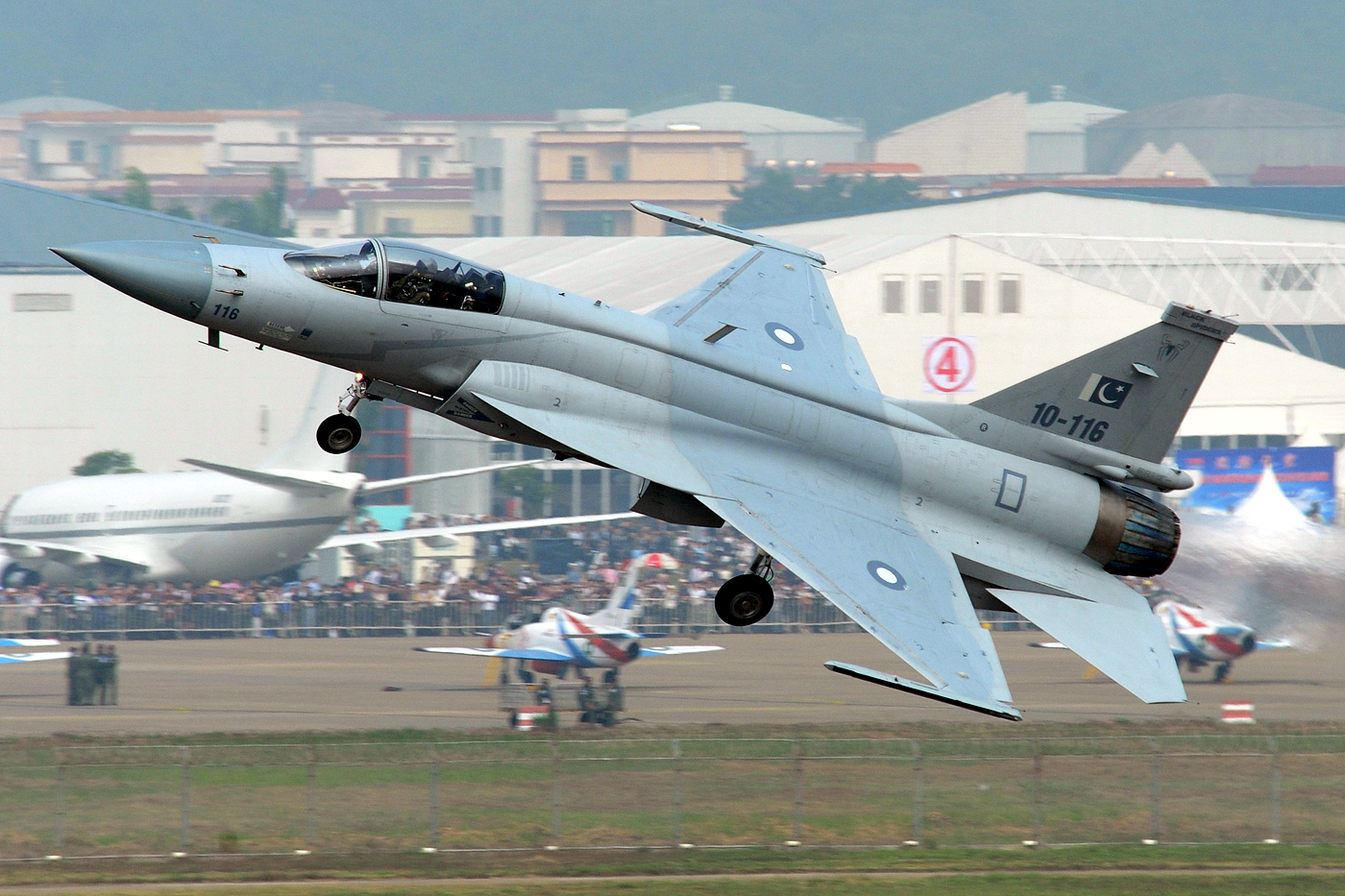
FC-1
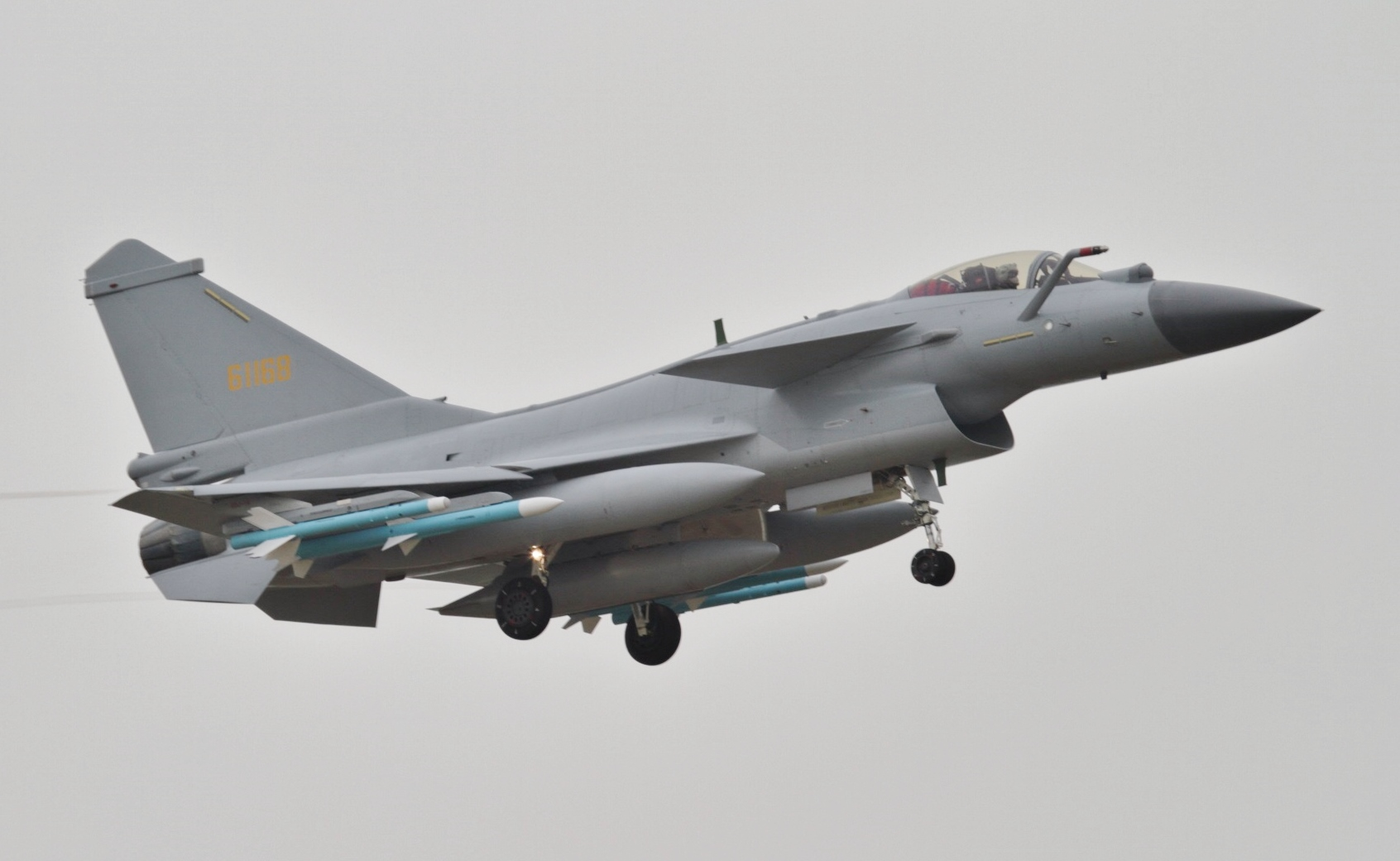
J-10B
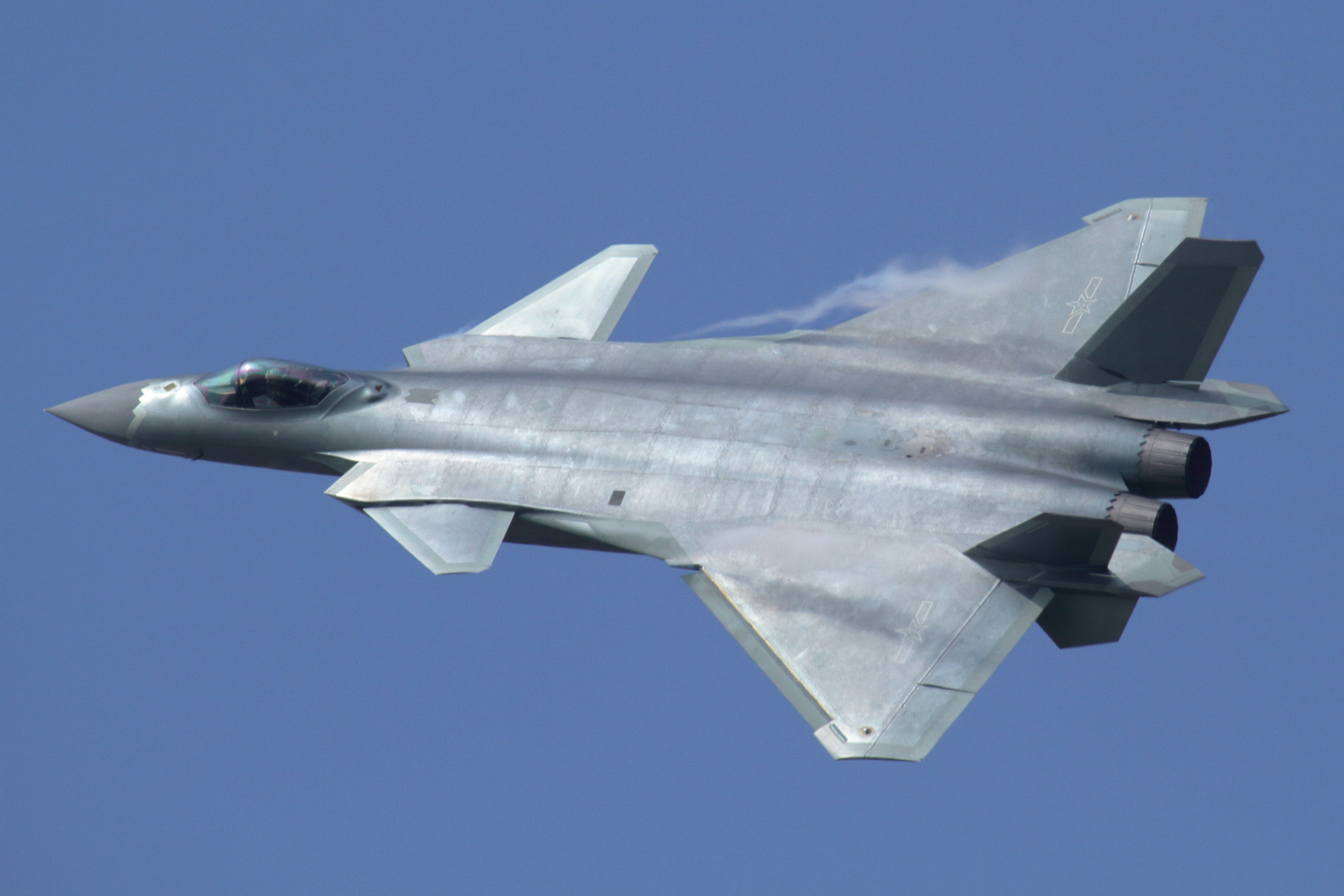
J-20A